# 제3호위대군
제3호위대군(일본어: 第3護衛隊群, 영어: JMSDF Escort Flotilla 3)은 교토부 마이즈루시에 위치한 마이즈루 기지에 있는 해상자위대 호위함대 예하 호위대군이다. 해장보가 지휘한다.

## 역사
1960년 12월 1일 창설되었다.

## 부대
헤이세이 27년 3월 25일 기준. 현재 항공모함 1척, 이지스 구축함 3척, 구축함 4척으로 구성되어 있다.
| - 휴가 (DDH-181) - DDG-177 아타고 - DD-112 마키나미 - DD-114 스즈나미 | - DDG-175 묘코 - DD-103 유타치 - DD-118 후유즈키 - DD-156 세토기리 |

## 함정
- DDH-143 시라네, 2009년 3월 18일 ~ 2015년 3월 24일
- DDH-181 휴우가, 2015년 3월 25일 ~ 현재